# Klake
Klake so naselje v Občini Kozje.